# Изварино (Луганская область)
Изва́рино (укр. Ізварине) — посёлок в Должанском районе Луганской области Украины, административно подчинён Краснодонскому городскому совету.

## Географическое положение
Расположен на левом берегу реки Большая Каменка. Соседние населённые пункты: село Власовка (примыкает) на юге, город Краснодон, посёлки Западный и Урало-Кавказ на западе. К северу и востоку от посёлка проходит граница между Украиной и Россией.

## История
Шахтёрский посёлок Изварино основан в 1914 году на территории Донского казачьего войска. Первопоселенцами были русские и украинские крестьяне, а также нескольно завербованных на рудник китайцев. В апреле 1917 года в Изварино был создан Совет рабочих и солдатских депутатов, преобладание в котором получили большевики, негативно встретившие возрождение Донской государственности и ещё до Октябрьского переворота приступившие к национализации шахт.
В январе-феврале 1918 года, в ходе советской оккупации Украины и Всевеликого войска Донского, Изварино захватили контингенты большевиков. В апреле 1918 года, в ходе Обще-Донского восстания Изварино взяли донские казаки, которые расстреляли враждебных Донской государственности руководителей Сорокинского Совета Афанасия Федосеевича Быкова и Г. Т. Дорошева, их тела сбросили в шурф шахты за посёлком.
В 1920 г. большевики включили посёлок Изварино в состав Луганского района Донецкой губернии.
В 1938 году посёлок Изварино был присоединён к городу Краснодон.
В 1974 году Изварино снова было выделено в отдельный посёлок.
По состоянию на начало 1980 года, здесь действовали грузо-транспортное управление производственного объединения "Гуковуголь", средняя школа, медицинская амбулатория, две библиотеки и клуб, но большинство населения посёлка работало на предприятиях Донецка и "Краснодонуголь".
В январе 1989 года численность населения составляла 2935 человек.
После провозглашения независимости Украины посёлок оказался в районе границы между Украиной и Россией, здесь был оборудован пропускной пункт на границе с Россией.
На 1 января 2013 года численность населения составляла 1692 человека.
С весны 2014 года Изварино под контролем самопровозглашённой Луганской Народной Республики.
16 июля 2014 года в районе посёлка шли бои между украинской армией(и пограничниками) и сторонниками ЛНР. 17 июля 2014 в «Изваринский котёл» попала группировка украинских войск.

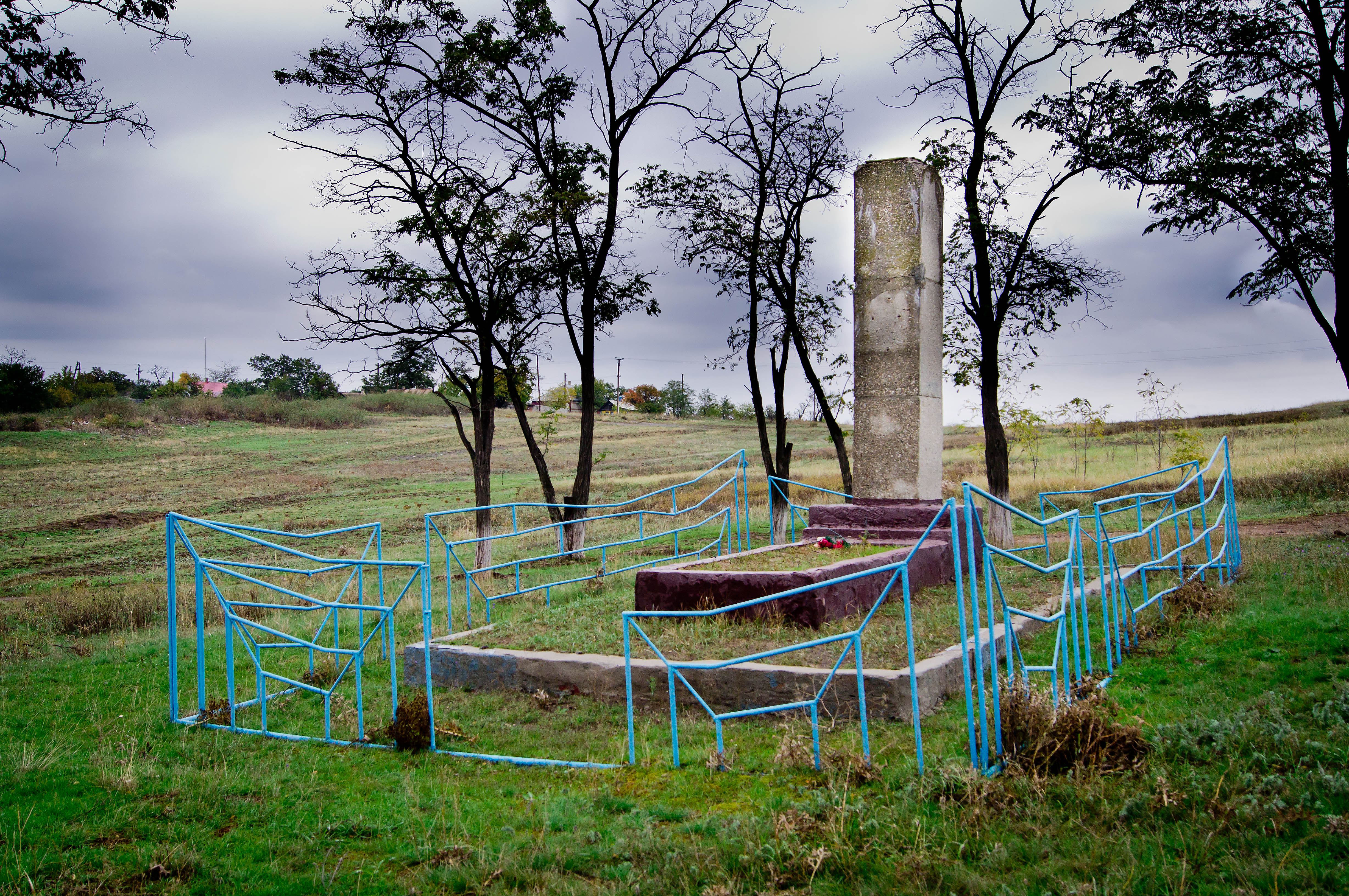
Могила руководителей Сорокинского Совета А. Ф. Быкова и Г. Т. Дорошева, в апреле 1918 года их расстреляли восставшие донские казаки и сбросили тела в шурф шахты, именем А.Ф.Быкова названа одна из улиц.
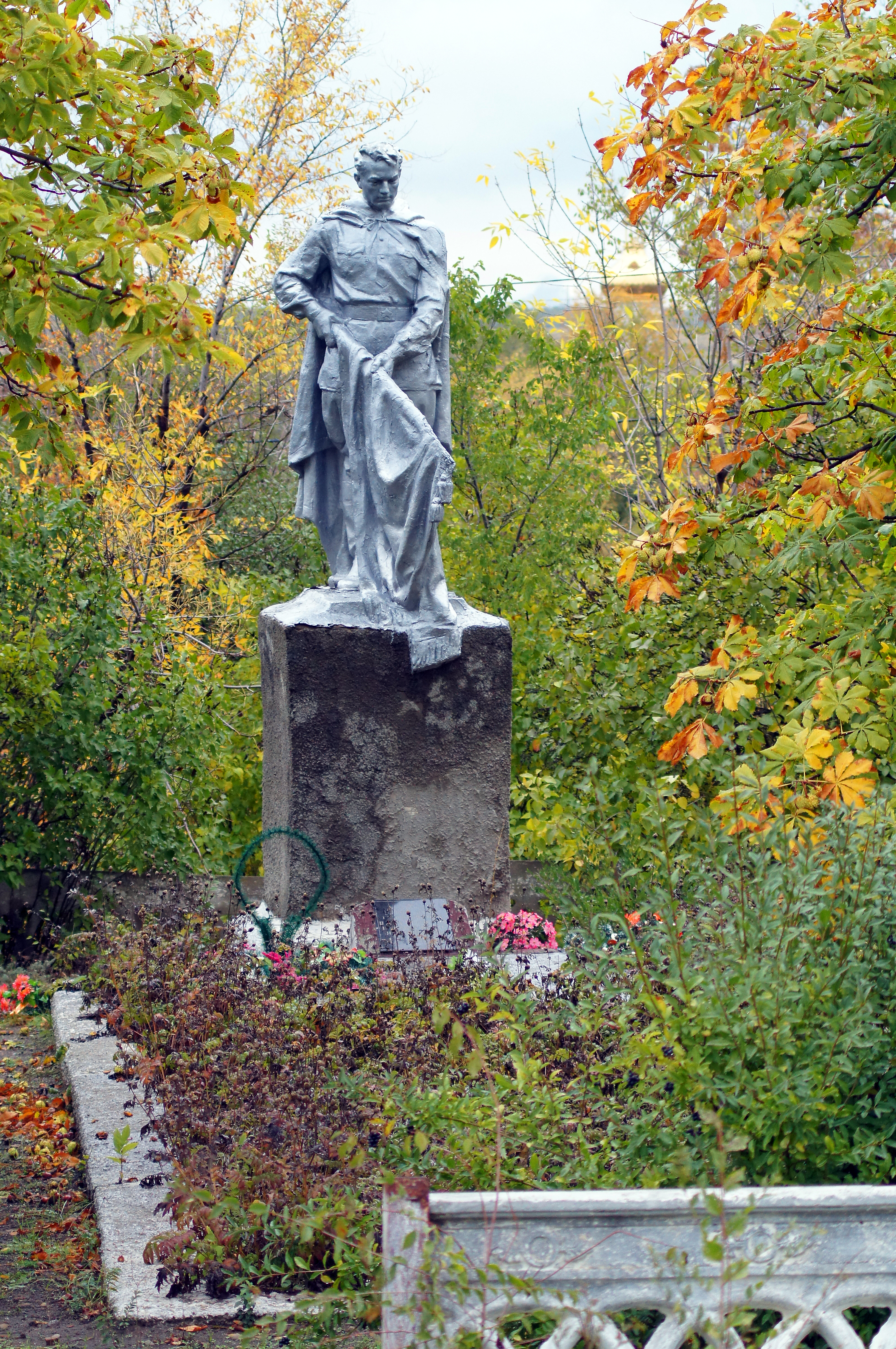
Братская могила

## Инфраструктура
Железнодорожная станция. Также через посёлок проходит автодорога М-04.
В посёлке находится пропускной пункт на границе с Россией.

## Местный совет
Орган местного самоуправления — Изваринский поселковый совет.
Адрес — 94443, Луганская обл., пгт. Изварино, ул. Ленина, 23.

## Уроженцы
- Анатолий Попов (1924—1943) — подпольщик Великой Отечественной войны, участник антифашистской организации «Молодая гвардия».
- Любовь Шевцова (1924—1943) — участница Молодой гвардии, родилась в Изварино.
- Александр Шевырёв (1917—1991) — участник партизанской борьбы на Черниговщине времен Великой Отечественной войны, командир полка партизанского соединения, Герой Советского Союза, родился в Изварино.